# Henrik Sjögren
Henrik Samuel Conrad Sjögren (23 de julio de 1899, Köping - 17 de septiembre de 1986, en Lund) fue un oftalmólogo sueco más conocido por dar nombre al síndrome de Sjögren. Sjögren publicó una tesis doctoral en 1933 titulada "El conocimiento de la queratoconjuntivitis", que finalmente sirvió como base del síndrome de Sjögren. Tuvo un niño nacido en el año 1934 con el nombre de Gunvor.
Henrik Sjögren no debe confundirse con Karl Gustaf Torsten Sjögren, científico sueco que describió el síndrome de Sjögren-Larsson.